# Dongyangopelta
Dongyangopelta („štít z města Dong-jang“) je rodem dávno vyhynulého nodosauridního dinosaura, který žil asi před 100 miliony let v období přelomu spodní a svrchní křídy. Zkameněliny tohoto obrněného tyreofora byly objeveny nedaleko města Dong-jang (odtud název) ve východočínské provincii Če-ťiang. Tento nodosaurid se liší od jiného východočínského nodosaurida rodu Zhejiangosaurus (zejména odlišné znaky na pánvi a stehenní kosti), proto byl na základě jeho fosílií v roce 2013 čínskými paleontology stanoven nový rod i druh.

## Zařazení
Blízce příbuznými rody byly taxony Vectipelta a Zhejiangosaurus.